# Къща на улица „Маршал Тито“ № 127
Къщата на улица „Маршал Тито“ № 127 (на македонска литературна норма: Куќа на улица „Маршал Тито“ бр. 127) е къща в град Берово, Северна Македония. С традиционната си архитектура, триетажната сграда е обявена за значимо културно наследство на Северна Македония.